# Большакова, Светлана Александровна
 Светлана Большакова (род. 1984) — бельгийская легкоатлетка, которая специализируется в тройном прыжке.
Родилась в Санкт-Петербурге. В 2008 году получила бельгийское гражданство и с тех пор выступает за сборную Бельгии. Бронзовая призёрка чемпионата Европы 2010 года. На чемпионате мира 2009 года заняла 10-е место в квалификации. В 2007 году получила серьёзную травму, разрыв правого ахиллова сухожилия. В 2010 году заняла 8-е место на чемпионате мира в помещении. В 2011 году вновь серьёзно травмировалась, получила разрыв левого ахиллова сухожилия. В 2012 вернулась к соревнованиям и была включена в национальную сборную Бельгии для участия в Олимпийских играх в Лондоне, где не смогла выполнить квалификационный норматив и выйти в финал. С лучшим прыжком на 13,84 м она заняла 21-е место в итоговой классификации.